# ديفيد أوتيو
ديفيد أوتيو (بالإسبانية: David Oteo)‏ (مواليد 27 يوليو 1973) لاعب كرة قدم مكسيكي دولي معتزل كان يجيد اللعب في خط الهجوم .

## روابط خارجية
- ديفيد أوتيو على موقع الاتحاد الدولي (مؤرشف)  (الإنجليزية)
- ديفيد أوتيو على موقع قاعدة بيانات كرة القدم.إي يو (الإنجليزية)
- ديفيد أوتيو على موقع ناشيونال فوتبول تيمز (الإنجليزية)
- ديفيد أوتيو على موقع Soccerway.com (الإنجليزية)
- ديفيد أوتيو على موقع أوليمبيديا (الإنجليزية)